# 1831
1831 (số La Mã: MDCCCXXXI) là một năm thường bắt đầu vào thứ Bảy trong lịch Gregory.

## Sự kiện
- Trấn Bắc Ninh đổi thành tỉnh Bắc Ninh.[1]

## Sinh
- 8 tháng 4 – Nguyễn Phúc Miên Sủng, tước phong Tuy Biên Quận công, hoàng tử con vua Minh Mạng (m. 1865).
- 9 tháng 6 – Nguyễn Phúc Miên Ngô, tước phong Quế Sơn Quận công, hoàng tử con vua Minh Mạng (m. 1873).
- 13 tháng 6 - James Clerk Maxwell, nhà toán học, vật lý người Scotland (m. 1879)
- 8 tháng 7 – Nguyễn Phúc Gia Tĩnh, phong hiệu Kim Hương Công chúa, công chúa con vua Minh Mạng (m. 1860).
- 22 tháng 9 – Tự Đức, hoàng đế thứ ba của nhà Nguyễn (m. 1883).
- 28 tháng 9 – Nguyễn Phúc Miên Kiền, tước phong Phong Quốc công, hoàng tử con vua Minh Mạng (m. 1854).

## Mất
- 4 tháng 7 – James Monroe, tổng thống thứ năm của Hoa Kỳ.